# Casa de Bartomeu
La casa de Bartomeu es un antiguo linaje nobiliario español originario de la Corona de Aragón, concretamente de Villafranca del Panadés, en el principado de Cataluña, que se remonta al siglo XV.

## Historia
Vidal de Bartomeu (1435-1493), notario de origen mallorquín, se estableció en Villafranca del Panadés en el año 1460. Fue nombrado embajador de la Corona de Aragón ante los Estados Pontificios y corregidor de las letras apostólicas. El papa Nicolás VI le nombró también miembro de la familia papal, por lo que Vidal de Bartomeu fue continuo comensal del Pontífice. Tras cesar en el cargo, regresó a Villafranca del Panadés, donde fue nombrado burgués honrado con carácter hereditario, jurado de la villa y carlán del Castillo de Foix del Panadés.
Miguel de Bartomeu y Vallés, nieto de Vidal de Bartomeu, fue investido barón de Florejachs y señor del castillo homónimo en 1574. También alcanzó la dignidad de caballero del Principado de Cataluña por privilegio del rey Felipe II en 1582. 
El hijo de Miguel de Bartomeu y Vallés, Gaspar de Bartomeu y de Riu, tuvo un hijo varón, José de Bartomeu y Queralt, hereu de la Casa de Bartomeu, que murió en Tarragona en 1652, sin dejar descendencia. Por tanto, su hermana, María de Bartomeu y Queralt, se convirtió en pubilla y contrajo matrimonio con Juan Esteve y Llorens, con quien tuvo dos hijos: Gaspar Esteve y de Bartomeu, hereu, y María Esteve y de Bartomeu.  
Gaspar Esteve y de Bartomeu falleció en 1673 sin descendencia, por lo que su hermana, María Esteve y de Bartomeu, se convirtió en pubilla y contrajo matrimonio con Manuel de Maciá y Damiá, recayendo los bienes de la Casa de Bartomeu en la Casa de Maciá, después en la Casa de Saavedra y finalmente en la Casa de Álvarez-Cuevas.

## Escudo de armas
El escudo de armas de la Casa de Bartomeu se compone de tres fajas de azur en fondo de oro. Dicho escudo figura en el privilegio de nobleza de Miguel de Bartomeu y Vallés, barón de Florejachs. Asimismo, también se encuentra grabado en el sepulcro de la Casa de Bartomeu, que se encuentra en la iglesia del Convento de San Francisco de Villafranca del Panadés, así como en los muros del Castillo de Florejachs.